# Rana iberica
La rana iberica (Rana iberica Boulenger, 1879) è un anfibio anuro appartenente alla famiglia dei Ranidi.

## Descrizione
La rana iberica è una rana bruna di taglia relativamente piccola (raggiunge in genere appena 4-5 cm di lunghezza) e struttura delicata, con muso corto e arrotondato e zampe lunghe. Il tallone della zampa posteriore estesa in avanti lungo i fianchi oltrepassa la punta del muso. Il timpano, compreso nella macchia temporale marrone scura, è relativamente piccolo e indistinto. Le parti superiori sono relativamente lisce, a parte alcune singole ghiandole sparse sulla pelle e le due pliche dorso-laterali, ben distanziate tra loro. La colorazione è variabile, marrone chiara o scura ma anche rossastra, olivastra o grigia. Spesso le parti superiori sono cosparse di piccole macchie nere o biancastre, come «ricoperte di muffa». Il ventre è bianco con macchie scure, la gola tipicamente con screziature scure e una linea centrale chiara; si possono tuttavia incontrare anche animali privi della linea centrale e con gola chiara, quasi senza macchie. I maschi non presentano sacche vocali esterne. La lunghezza è di 3-5 cm nei maschi e di 4-6 cm nelle femmine.

## Biologia
La rana iberica è un endemita del nord-ovest della penisola iberica, dove è comune presso corsi d'acqua freschi che attraversano habitat adatti. A seconda dell'altitudine, questi animali possono restare attivi tutto l'anno oppure compiere (in montagna) un letargo invernale. Spesso si possono trovare posati sulla riva nelle immediate vicinanze dell'acqua, in cui si tuffano in caso di pericolo. L'accoppiamento avviene tra novembre e aprile, seguito dalla deposizione di poche uova, al massimo 500, sotto sassi nei letti di ruscelli.

## Distribuzione e habitat
La rana iberica vive nel nord, nord-ovest e centro (cordigliera del Sistema Centrale) della penisola iberica, dove occupa preferibilmente quote medio-alte, di 500-2400 m, ma può comparire anche al livello del mare. Questa specie predilige corsi d'acqua freschi in foreste montane rade e in habitat aperti come prati, pascoli e brughiere con arbusti.